# 1067
Cette page concerne l'année 1067  du calendrier julien. Pour l'année 1067 av. J.-C., voir 1067 av. J.-C.
L'année 1067 est une année commune qui commence un lundi.

## Événements
- 8 janvier : mort de Yingzong, empereur song de Chine. Shenzong lui succède (fin de règne en 1085)[1].
- Printemps : bataille de Césarée. Le sultan seldjoukide Alp Arslan envahit le Pont et avance jusqu’à Césarée de Cappadoce qu’il met à sac, tandis qu’une autre armée turque ravage la frontière de Cilicie[2].

- L'Hammadide An-Nasir ibn Alannas s'empare de Bougie où installe sa capitale vers 1069[3]. Bougie devient un des ports les plus importants du Maghreb. Le royaume Hammadide, épargné par les invasions hilaliennes et Almoravides, acquiert une grande prospérité[4].
- Le géographe arabe El-Bekri se rend à Koumbi, capitale du Ghana[4].

### Europe
- 2 février[5] : l'empereur Henri IV rassemble des troupes à Augsbourg dans l'intention d'intervenir en Italie contre les Normands qui menacent Rome et se faire couronner empereur à Rome. La défection de Gottfried de Lorraine fait capoter le projet[6].
- 25 février : Foulque Réchin, en guerre contre son frère Geoffroy III d'Anjou, prend Saumur[7].

- 3 mars : Vseslav, prince de Polotsk, qui s'est emparé de Novgorod, est battu sur la 	Nemiga par les fils de Iaroslav le Sage, Iziaslav, Sviatoslav et Vsevolod ; le 10 juillet, Vseslav est fait prisonnier et emprisonné à Kiev (fin en 1068)[8].

- Mars : Guillaume le Conquérant quitte l'Angleterre pour la Normandie. Il laisse l'administration du pays à son demi-frère Odon de Bayeux et à Guillaume Fitz Osbern[9]. Leur gouvernement provoque un soulèvements contre la domination normande à Exeter et Hereford[10].

- 4 avril : prise d'Angers[11]. Le comte d’Anjou Foulque Réchin reprend son comté en fief du pape.

- 21 mai : mort de Constantin X. Michel VII Doukas devient coempereur byzantin avec ses frères Andronic et Constantin sous la régence de leur mère Eudocie Makrembolitissa (fin le 31 décembre)[2].

- Mai : Gottfried de Lorraine, le pape Alexandre II et les cardinaux vont combattre le prince normand de Capoue Richard d'Aversa. Gottfried marche contre Aquino mais est repoussé par Guillaume de Montreuil et Adenulfe d'Aquino. Une paix est conclue sur le Garigliano. Le pape se réconcilie avec les Normands et entreprend un voyage en Italie du Sud durant l'été[6].

- 1er juillet : consécration solennelle, par l'archevêque de Rouen, le bienheureux Maurille, de la grande église abbatiale de Notre-Dame de Jumièges, en présence du duc de Normandie, Guillaume le Conquérant[12].

- 1er août : Guillaume de Hauteville est excommunié au synode de Melfi par le pape Alexandre II[6].
- 1er septembre : Baudouin VI devient comte de Flandre (fin en 1070)[13].

- 6 décembre : Guillaume le Conquérant rentre en Angleterre pour apaiser la révolte anti-normande[9].

- Guerre entre Pise et Gênes (fin en 1085)[14].
- Révolte des serfs de Viry contre les chanoines de Notre-Dame de Paris[15].